# Дубримахи
Дубримахи (дарг. Дубримахьи) — село в Акушинском районе Дагестана. Административный центр Дубримахинского сельсовета.

## Этимология
Название села в переводе с даргинского языка — отсёлок в направлении горы.

## География
Село находится на расстоянии 7 км к западу от села Акуша, административного центра района.

## История
До 1934 года село входило в состав Левашинского района.

## Население
| 1895 | 1926 | 1939 | 1970 | 1989 | 2002 | 2010 |
| ---- | ---- | ---- | ---- | ---- | ---- | ---- |
| 999  | ↘256 | ↘159 | ↘89  | ↗134 | ↗715 | ↘690 |
| 2021 |      |      |      |      |      |      |
| ↘268 |      |      |      |      |      |      |

### Национальный состав
Дубримахи — моноэтническое даргинское село.

## Известные уроженцы
- Омаров, Омаркади Абдурахмангаджиевич (1936—2002) — советский и российский борец вольного стиля и тренер. Заслуженный мастер спорта СССР.

## Инфраструктура
В селе функционируют средняя школа и спортивный зал, открытый в июне 2012 года.